# Déjanire
Déjanire è un'opera (tragédie lyrique) in 4 atti composta da Camille Saint-Saëns su libretto in francese di Louis Gallet e Camille Saint-Saëns. Ultima delle opere di Saint-Saëns, debuttò il 14 marzo 1911 al Théâtre de Monte-Carlo. Uno dei personaggi centrali dell'opera, Hercule (Eracle), era stato oggetto di due precedenti poemi sinfonici di Saint-Saëns: Le Rouet d'Omphale (1872) e La Jeunesse d'Hercule (1877). La storia è basata su Le Trachinie di Sofocle (fonte anche dell'opera Ercole di Händel).

## Storia della composizione
Déjanire iniziò la sua vita nel 1898 come un'opera teatrale con accompagnamento di musica sinfonica, cori e balletto. Fernand Castelbon de Beauxhostes, uno dei proprietari di un'arena di nuova costruzione a Béziers (utilizzata principalmente per la messa in scena di combattimenti tra tori), voleva fare di Béziers anche un centro per la rappresentazione delle opere all'aperto. Per inaugurare il suo progetto convinse Saint-Saëns a scrivere la partitura per uno spettacolo basato sull'epico dramma in versi Déjanire di Louis Gallet.

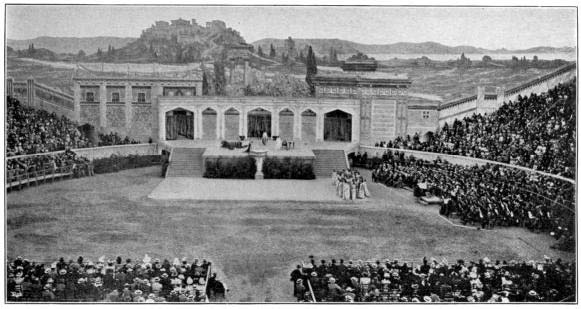
Prima rappresentazione dell'opera teatrale Déjanire nell'arena di Béziers (1898)

In un primo momento Saint-Saëns era riluttante a far eseguire la sua musica in quello che definì un "abominevole tempio del sangue". Castelbon riuscì però a convincerlo invitandolo a visitare l'arena dove il suo arrivo fu accolto da musicisti nascosti che suonavano in suo onore. Nell'agosto 1898 Déjanire aprì a Béziers con due spettacoli davanti a 12.000 spettatori ogni volta. L'accoglienza fu estatica con Saint-Saëns che diresse un enorme ensemble musicale composto da un coro di centinaia di coristi, bande militari in massa e un'orchestra che includeva 18 arpe e una serie di 25 trombe. Sebbene gravemente malato ed affetto da sordità, Louis Gallet riuscì a partecipare alla seconda rappresentazione. Nelle sue memorie Saint-Saëns ricordò:
Nonostante tutto, compresa la sua cattiva salute che rese il viaggio molto doloroso, voleva vedere ancora una volta il suo lavoro. Tuttavia non sentì nulla: né gli artisti, né i cori, né gli applausi delle diverse migliaia di spettatori che lo incitavano entusiasticamente. Poco dopo morì, lasciando nel cuore degli amici e sui tavoli da lavoro dei suoi collaboratori un vuoto che è impossibile colmare.
Dodici anni dopo, Saint-Saëns trasformò la tragedia di Gallet in un'opera a tutti gli effetti per adempiere a una commissione dell'Opéra de Monte-Carlo. Gabriel Fauré era tra il pubblico per la sua prima mondiale il 14 marzo 1911, diretta da Léon Jehin e diretta da Raoul Gunsbourg.

## Storia delle esecuzioni
Dopo la prima di Monte Carlo, l'opera fu eseguita all'Opera di Parigi il 22 novembre 1911. La prima di Parigi causò un piccolo scandalo quando la signorina Delsaux ballò la parte del balletto a gambe nude e vestita solo di "trasparenti drappeggi" invece della gonna a campana.
La prima rappresentazione di Déjanire negli Stati Uniti risale al 9 dicembre 1915, quando fu presentata dalla Chicago Opera Association con Carmen Melis e Lucien Muratore nei ruoli principali. Anche se eseguita molto raramente oggi, Déjanire è stata ripresa al Festival de Radio France et Montpellier in una performance del 1985 diretta da Serge Baudo.
| Ruolo                                  | Registro vocale | Cast della prima, 14 marzo 1911 (Direttore: Léon Jehin) |
| -------------------------------------- | --------------- | ------------------------------------------------------- |
| Déjanire (Deianira)                    | soprano         | Félia Litvinne                                          |
| Iole                                   | soprano         | Yvonne Dubel                                            |
| Phénice                                | contralto       | Germaine Bailac                                         |
| Hercule (Eracle)                       | tenore          | Lucien Muratore                                         |
| Philoctète (Filottete)                 | baritono        | Henri Dangès                                            |
| Il popolo di Ecalia e Trachinia (coro) |                 |                                                         |

## Trama
Luogo: Trachinia
Periodo: Antica Grecia
Hercule ha ucciso Re Eurito e saccheggiato la città di Oechalia con l'intenzione di prendere in sposa la bellissima figlia del re, Iole. Il compito di informare Iole dell'imminente matrimonio spetta a Philoctète, che in realtà è il suo amante. Iole confessa il suo amore per Philoctète a Hercule e ora deve sposarlo per salvare la vita di Philoctète. Nel frattempo, Phénice cerca di convincere la moglie di Hercule, Déjanire, a lasciarlo per sempre. Invece, la disperata Déjanire cerca invano di riconquistare il marito. Quando questo fallisce, decide di aiutare Iole donandole una tunica impregnata del sangue di Nessus. Prima di morire, Nessus aveva detto a Déjanire che il suo sangue aveva poteri magici per fare il ritorno infedele. Quello che Déjanire non sa è che il sangue è effettivamente contaminato da un terribile veleno. Iole dà la tunica a Hercule il giorno del loro matrimonio. Quando indossa il dono fatale, è sopraffatto da un lancinante dolore bruciante. In agonia si getta tra le fiamme del rogo nuziale e morente sale al Monte Olimpo.

## Incisioni
- L'aria del tenore "Viens, O toi dont le clair visage", da Déjanire, può essere ascoltata in Antonio Paoli - Il Mito Dell'opera (Bongiovanni #1117).
- Déjanire, Camille Saint-Saens 2 Cd 2024 Palazzetto BRU ZANE - Centre de musique romantique francaise BZ1055 Kate Aldrich (Déjanire) - Julien Dran (Hercule) - Anais Constans (Iole)

## Note

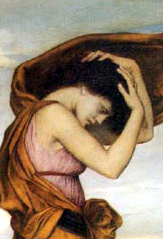
Deianera di Evelyn De Morgan